# Јој, Кармела
„Јој, Кармела” је југословенски телевизијски филм из 1996. године. Режирао га је Ирфан Менсур а сценарио је написао Хосе Санчис Синистера.

## Улоге
| Глумац            | Улога   |
| ----------------- | ------- |
| Светлана Бојковић | Кармела |
| Предраг Ејдус     | Паулино |